# Cơ quan Vận chuyển Thung lũng Santa Clara
Cơ quan Vận chuyển Thung lũng Santa Clara (tiếng Anh: Santa Clara Valley Transportation Authority, còn gọi Valley Transportation Authority, viết tắt VTA) là một đặc khu (special district) cung cấp các dịch vụ giao thông công cộng, quản lý tắc nghẽn, thực hiện một số dự án cải thiện đường sá cụ thể, và đặt kế hoạch giao thông vận tải ở toàn bộ Quận Santa Clara, California, Hoa Kỳ, bao gồm San Jose và Thung lũng Silicon chung quanh. VTA là một trong những cơ quan có quyền lực đối với Caltrain, đường sắt đi làm chạy xuyên quận, và là cơ quan chịu trách nhiệm xây dựng các nhà ga và đường sắt trong quận cho hệ thống tàu điện ngầm Cơ quan Vận chuyển Tốc hành Vùng Vịnh (BART).

## Lịch sử
Tính đến năm 1969, Quận Santa Clara có ba công ty xe buýt tư lập đều sắp sửa bị phá sản: Peninsula Transit, San Jose City Lines, và Peerless Stages. Năm đó, Cơ quan Lập pháp Tiểu bang California thông qua Đạo luật Hạt Vận chuyển Quận Santa Clara. Tuy nhiên, đạo luận này lại không cấp vốn cho Hạt Vận chuyển Quận Santa Clara (Santa Clara County Transit District, SCCTD) mới, nên các cử tri quận phải thông qua thuế để tạo thành hạt. Các cử tri phản đối điều này vào năm 1969 và 1970 và cuối cùng thông qua ngày 6 tháng 6 năm 1972. SCCTD tiếp quản ba công ty xe buýt ngày 1 tháng 1 năm 1973. Ngày 26 tháng 9 năm 1974, Hội đồng Giám sát quận chia Bộ Công trình Công cộng thành Cơ quan Vận chuyển Quận Santa Clara (Santa Clara County Transportation Agency) và Cơ quan Dịch vụ Tổng hợp (General Services Agency).
Hệ thống xe điện khai mạc ngày 11 tháng 12 năm 1987 trên một đường sắt ngắn ở phía bắc của San Jose và từ từ mở rộng cho đến ngày 1 tháng 10 năm 2005.
Hạt Vận chuyển Quận Santa Clara được thành lập ngày 1 tháng 12 năm 1994 khi nó sáp nhập với Cơ quan Quản lý Tắc nghẽn của quận. Ngày 1 tháng 1 năm 1995, hạt trở thành một cơ quan độc lập dưới luật tiểu bang có thêm các viên chức thành phố trong ban giám đốc. Ngày 1 tháng 1 năm 2000, tiểu bang đổi tên hạt thành Cơ quan Vận chuyển Thung lũng Santa Clara (SCVTA hoặc VTA).
Ngày 26 tháng 5 năm 2021, một vụ xả súng hàng loạt khiến nhiều người chết nhất trong lịch sử của Vùng Vịnh khi một nhân viên sửa máy bắn chết chín đồng nghiệp và tự sát tại bãi đậu xe điện Guadalupe của VTA.

## Dịch vụ

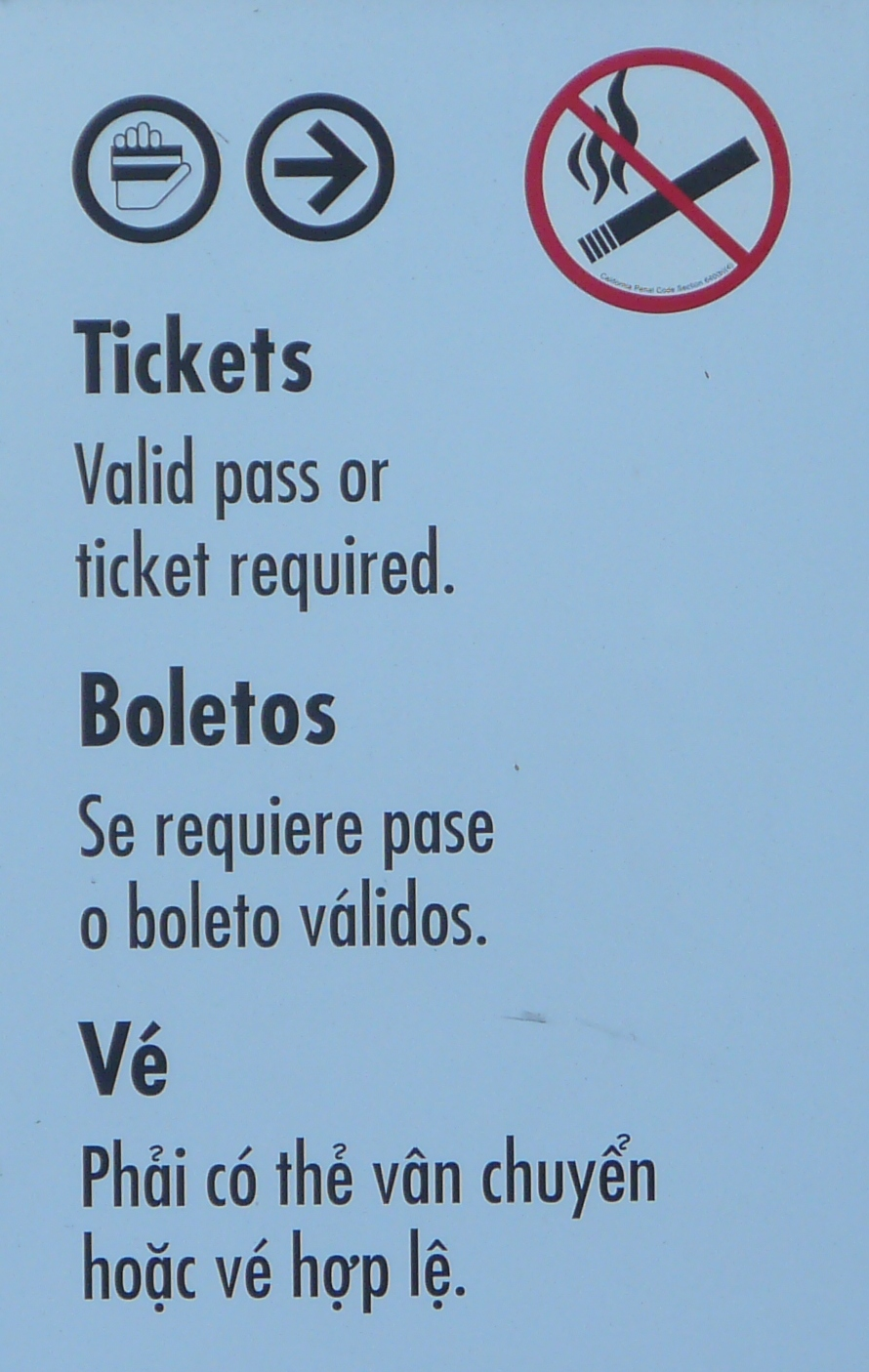
Các bảng hướng dẫn và máy bán vé tại San Jose, cũng như các bảng trên xe buýt và xe điện toàn hệ thống VTA, đều có chữ trong ba ngôn ngữ Anh, Tây Ban Nha, Việt.

Tính đến 2020, VTA hoạt động 50 tuyến xe buýt thường xuyên, bao gồm 37 tuyến bình thường, ba tuyến có ít trạm dừng, và năm tuyến tốc hành, bao gồm một dịch vụ buýt nhanh. Nhiều trong số tuyến này kết nối với Caltrain. Ngoài ra, VTA hoạt động dịch vụ đặc biệt cho các sự kiện tại Sân vận động Levi's, tám dịch vụ dành cho trường học, và tám tuyến shuttle kết nối với xe lửa Altamont Corridor Express. VTA cũng hoạt động một hệ thống đường sắt nhẹ (tức xe điện) có ba tuyến và 60 trạm. Ngoài ra, VTA cung cấp dịch vụ vận chuyển cho người khuyết tật (paratransit).